# Philippe Fanoko Kossi Kpodzro

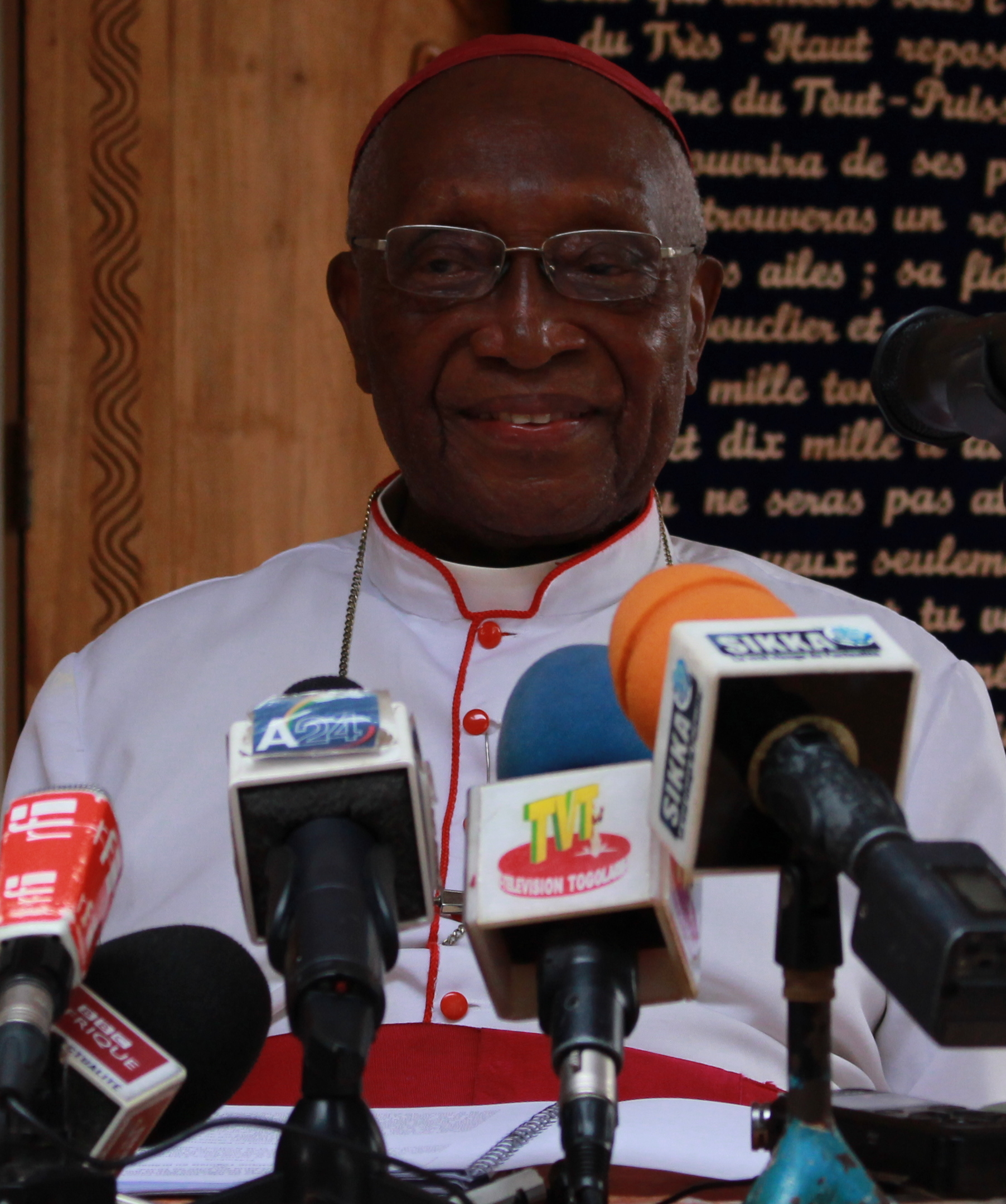
Philippe Fanoko Kossi Kpodzro, 2018

Philippe Fanoko Kossi Kpodzro (* 30. März 1930 in Tomegbé; † 9. Januar 2024 in Schweden) war ein togoischer Geistlicher und römisch-katholischer Erzbischof von Lomé sowie politischer Aktivist und Präsident der Nationalversammlung von Togo.

## Leben
Philippe Kpodzro empfing nach seiner theologischen Ausbildung am 20. Dezember 1959 die Priesterweihe.
Papst Paul VI. ernannte ihn am 19. Dezember 1975 zum Titularbischof von Bacanaria und zum Apostolischen Administrator von Atakpamé. Die Bischofsweihe spendete ihm der Erzbischof von Ouagadougou, Paul Kardinal Zoungran MAfr, am 10. April 1976; Mitkonsekratoren waren Robert-Casimir Tonyui Messan Dosseh-Anyron, Bischof von Lomé, und Robert Sastre, Bischof von Lokossa.
Am 2. Mai 1976 wurde er zum Bischof von Atakpamé ernannt. Papst Johannes Paul II. ernannte ihn am 17. Dezember 1992 zum Erzbischof von Lomé. Am 8. Juni 2007 nahm Papst Benedikt XVI. sein aus Altersgründen vorgebrachtes Rücktrittsgesuch an.
Philippe Kpodzro starb im Alter von 93 Jahren am 9. Januar 2024 in seinem schwedischen Exil.

## Politisches Engagement
Kpodzro war als Bischof für sein politisches Engagement bekannt. Zusätzlich zu seinen bischöflichen Funktionen wurde Philippe Kpodzro vom 1. Juli bis 28. August 1991 zum Leiter der Conférence nationale souveraine (französisch: Souveräne Nationalkonferenz) berufen, die nach schweren Unruhen und Menschenrechtsverletzungen durch die Eyadéma-Diktatur deren Ende herbeiführen sollte. Diese Ernennung wurde ihm vorgeschlagen, nachdem mehrere zuvor kontaktierte Bischöfe dies abgelehnt hatten. Dieser Einsatz führte auch dazu, dass er am 22. und 23. Oktober 1992 zwei Tage lang von Soldaten als Geisel genommen wurde.
Kpodzro war von 1991 bis 1994 Präsident des togolesischen Parlaments. Im Jahr 2005, nach dem Tod von Präsident Gnassingbé Eyadéma, organisierte Philippe Kpodzro zusammen mit anderen Geistlichen und der Anwaltskammer einen friedlichen Marsch, um zu versuchen, die Krise zu lösen, in der sich das Land damals befand. Im Dezember 2018 forderte Philippe Kpodzro anlässlich der Parlamentswahlen die Regierung auf, die Wahlen zu verschieben, bis die politischen Spannungen am Arbeitsplatz nachlassen.
Ende 2019, nach der Verfassungsrevision und im Vorfeld der Präsidentschaftswahlen, forderte Kpodzro eine Änderung und stellte dazu eine 18 Punkte umfassende „Forderungsplattform“ auf, um die Zuverlässigkeit und Transparenz des Wahlprozesses in Togo zu verbessern. Er hoffte, dass dem scheidenden Präsidenten ein einziger Oppositionskandidat gegenübersteht. Es war ihm jedoch nicht gelungen, die Alliance for Change und die Pan-African National Party für diese Koalition zu gewinnen. Er unterstützte ausdrücklich Agbéyomé Kodjo, wofür er sowohl von Regierungsmitgliedern als auch von einigen Bischöfen kritisiert wurde. Die togoische Bischofskonferenz bekräftigte ihre Neutralität und betrachtete die Meinung des emeritierten Erzbischofs als seine eigene. Am 16. März 2020, am Ende der Präsidentschaftswahl, protestierte er gegen die Aufhebung der parlamentarischen Immunität von Agbéyomé Kodjo, der sich selbst zum Präsidenten erklärte, während die Ergebnisse Faure Gnassingbé, den Kpodzro als „Vater-Dinosaurier“ bezeichnete, zu einem Ergebnis machten als klaren Gewinner. Sein Eingreifen verschob die Aufhebung der Immunität vorübergehend. Andererseits waren die Häuser von Kodjo und Kpodzro weiterhin von der Armee abgeriegelt.